# René Rumpold
René Rumpold (* 25. Jänner 1959 in Klagenfurt) ist ein österreichischer Opernsänger (Tenor), Regisseur, Autor, Librettist und Pädagoge.

## Leben
Rumpold wurde als Sohn eines Geschäftsmannes geboren und verbrachte seine frühe Kindheit mit seinen Eltern in Triest. Nach vier Jahren Gymnasium in Klagenfurt wechselte er auf Wunsch seines Vaters an die Handelsakademie Klagenfurt und legte dort die Matura ab.
Seine Mutter hatte frühzeitig das künstlerisch-musikalische Talent des Sohnes erkannt und gefördert. Bereits während der Volksschule war er Mitglied im ORF-Knabenchor und sang in einigen anderen Chören als Solist. Er wurde Mitglied der Wiener Sängerknaben, deren damalige Leitung ihn bereits nach einem Monat wieder verabschiedete. Dennoch erlebte Rumpold sein Operndebüt als neunjähriger Chorsänger in der Oper Carmen am Stadttheater Klagenfurt, wo er einen Gassenjungen verkörperte.
Ein zweijähriger Auslandsaufenthalt führte Rumpold auch nach Athen, wo er eine enge Freundschaft zu Melina Mercouri begründete. Er interpretierte dort am Kaloutha-Theatre einige Musicalrollen und wählte anschließend Wien als seine neue Heimat. Er begann das Studium der Theater- und Musikwissenschaften und der Germanistik an der Universität Wien und promovierte in Theaterwissenschaft und Musikwissenschaft. Es folgte das Schauspielstudium bei Fritz Muliar in Wien und das Gesangsstudium in New York, Zürich, Sydney und Wien bei Carol Blaikner-Mayo und Joan Sutherland.
Im Jahre 1984 debütierte René Rumpold als „Jaggerl“ (Jago) in der Nestroy-Opern-Persiflage Othellerl, der Mohr von Wien an der Wiener Kammeroper, wo er später unter der Leitung von Hans Gabor, weitere Partien sang. Seit dem Jahre 1985 ist Rumpold an internationalen Theatern, Opernhäusern und Festivals als Tenor, Schauspieler und Regisseur tätig. Ebenso widmet er sich immer wieder der Sparte Film/Fernsehfilm.
Seit dem Jahre 2008 ist Rumpold auch als Gesangspädagoge tätig. Das Repertoire umfasst sowohl Klassik (Oper, Operette, Lied) als auch Musical und Jazz. Sein Hauptaugenmerk liegt an der Stimmbildung und -führung, der fließenden Atmung und der richtigen Nutzung des Körpers. Die zweite Stufe ist die Interpretation und das Verständnis der zu singenden Musik.
Er unterrichtet auch Schauspielstudentinnen und -studenten. Wie beim Gesang legt er auf Stimmbildung und -führung besonderen Wert. Es folgt die Rhetorik und anschließend die Arbeit am Repertoire.
Im Rahmen seiner Tätigkeiten als Sänger, Schauspieler und Regisseur hat Rumpold mit zahlreichen bedeutenden Künstlerpersönlichkeiten zusammengearbeitet. Dazu zählen etwa Agnes Baltsa, Leonard Bernstein, Gerhard Bronner, Jerry Bock, Anthony Davies, Plácido Domingo, Edita Gruberová, Philip Glass, Sheldon Harnick, Hans Werner Henze, Tamar Iveri, Hilde Krahl, Heinz Marecek, Zubin Mehta, Ernst Meister, Melina Mercouri, Fritz Muliar, Nigel Osborne, Elfriede Ott, Harold Prince, Walther Reyer, Maximilian Schell, Neil Shicoff, Martin Sieghart, George Tabori, Mikis Theodorakis, Gerhard Track, Guido Wieland, Peter Zadek und andere.
Rumpold spricht mehrere Sprachen wie etwa Englisch, Italienisch, Französisch und Griechisch.

## Repertoire

### Oper
- François – A Quiet Place (Bernstein)
- Wenzel – Die verkaufte Braut (Smetana)
- Basilio/Curzio – Le nozze di Figaro (Mozart)
- Beppe – I Pagliacci (Leoncavallo)
- Gaston – La traviata (Verdi)
- Hexe – Hänsel und Gretel (Humperdinck)
- Dancaïro/Remendado – Carmen (Bizet)
- Podestà – La finta giardiniera (Mozart)
- Loge – Das Rheingold (Wagner)
- Herodes – Salome (Richard Strauss)
- Tamino/Monostatos – Die Zauberflöte (Mozart)
- Veit – Undine (Lortzing)
- 1. Offizier – Der Leuchtturm (Maxwell-Davies)
- Roderick Usher – The Fall of the House of Usher (Glass)
- Soldier – The Emperor of Atlantis (Ullmann)
- St. Magnus – Das Martyrium des heiligen Magnus (Maxwell-Davies)
- Tenor – Die Riemannoper (Johnson)
- Lord Puff – Die englische Katze (Henze)
- Macheath – The Beggar’s Opera (Pepusch)
- Peter Quint – The Turn of the Screw (Britten)
- Captain – The Terrible Mouth (Osborne)
- Zar/Kostschej – Die schöne Wassilissa (Singer)
- Tenor – Bus No 11 (Maxwell-Davies)
- Die Nase – Die Nase (Schostakowitsch)
- Pang – Turandot (Puccini)

### Operette
- Graf Danilo – Die lustige Witwe (Lehár)
- Gabriel von Eisenstein – Die Fledermaus (Johann Strauss)
- Leutnant Niki – Ein Walzertraum (Oscar Straus)
- Herzog/Caramello – Eine Nacht in Venedig (Johann Strauss)
- Paul Aubier – Der Opernball (Heuberger)
- Tagala – Der Fremdenführer (Ziehrer)
- Theophil – Frau Luna (Lincke)
- Lelio Down – Clivia (Dostal)
- Jim Boy – Die Blume von Hawaii (Abraham)
- Boccaccio/Prinz Pietro – Boccaccio (Suppé)
- Paris/Menelaus – Die schöne Helena (Offenbach)
- Edwin – Die Csárdásfürstin (Kálmán)
- Graf Tassilo – Gräfin Mariza (Kálmán)
- Leutnant Gustl – Das Land des Lächelns (Lehár)
- Pluto – Orpheus in der Unterwelt (Offenbach)
- Frick/Raoul de Gardefeu/Brasilianer – Pariser Leben (Offenbach)
- König Gunther – Die lustigen Nibelungen (Oscar Straus)
- Graf Balduin – Wiener Blut (Johann Strauss)

### Musical
- Tony – West Side Story (Bernstein)
- Phantom – The Phantom of the Opera (Lloyd-Webber)
- George – She Loves Me (Bock)
- Jesus/Judas/Pilatus – Jesus Christ Superstar (Lloyd Webber)
- Claude – Hair (Ragni/Rado)
- Escamillo – Carmen Negra (MacLeod)
- Adonis I. – Des Kaisers neue Kleider (Singer)
- Billy – Carousel (Rodgers/Hammerstein)
- Gepetto – Pinocchio (Singer)
- Cole Porter – Cole Porter Story (Porter/Gedeon)
- George Gershwin – The George Gershwin Story (Gershwin/Rumpold)
- Jean Valjean – Les Misérables (Schönberg)
- Fred Graham/Petruchio – Kiss Me, Kate (Porter)
- Don Quichote/Cervantes – Man of La Mancha (Leigh)
- Freddy/Prof. Higgins – My Fair Lady (Loewe)

## Regiearbeiten
- Le nozze di Figaro (Mozart) – Festspiele Reinsberg, Musis Sacrum Arnhem/Holland, Amsterdam-Concert Gebouw
- Die Fledermaus (Johann Strauss) – Musis Sacrum Arnhem/Holland, Wiener Kammeroper
- Die Zauberflöte (Mozart) – Opera Minneapolis
- Countess Mariza (Kálmán) – Glimmerglass Festival/State New York
- Tosca (V. Sardou) – Schauspielhaus Wien
- Susannens Geheimnis (E. Wolf-Ferrari) – Tabakmuseum Wien
- Nein, ich bereue nichts, Edith Piaf (Rumpold) – Wien, Baden, Festspiele Reinsberg
- Mythos, so’n Quatsch – Marlene Dietrich (Rumpold) – Wien, Hamburg
- Peter und Paul im Schlaraffenland (Lehár) – Perchtoldsdorf
- The George Gerswhin-Story (Gershwin/Rumpold) – Wien, Baden, Festspiele Reinsberg, Stockerau, Basel, Lörrach

## Autor
- The George Gershwin Story (Welturaufführung 2006) – Verlag: Gallissas/Berlin
- Nein, ich bereue nichts – Edith Piaf (Welturaufführung 2008)
- Mythos? So ´n Quatsch – Marlene Dietrich (Welturaufführung 2009)
- KFJ – Kaiser Franz Joseph – Das Musical (Komposition: Frizz Fischer – Welturaufführung 2009)
- Meine letzte Reise – Melina Mercouri (Welturaufführung 2010)
- Federn (Welturaufführung 2011)
- Max und Moritz und ihre letzten Streiche – Ein Musical für Kinder von 3–90 (Komposition Frizz Fischer – Welturaufführung 2011)
- Eine Rose für Juliette Gréco – biografisches Theaterstück (Welturaufführung  2021)

## Diskografie
- Rebell – Musical von Lubomir Veteska – Rebel (Nicolaus)
- She Loves Me – Originalaufnahme der deutschsprachigen Erstaufführung in Wien/Ronacher (J.Bock/S.Harnick) – Georg Nowack
- Ode to the Westwind – Komposition: Frizz Fischer – Duette mit Lucia Nistler mit Texten von Percy Bysshe Shelley
- Walzertraum – Operette von Oscar Straus – Live-Aufnahme aus St. Pölten – (Leutnant Niki)
- Der Opernball – Operette von Richard Heuberger – Live-Aufnahme aus St. Pölten – (Paul Aubier)
- René Rumpold – Musical (Special-Guest: Carin Filipcic)
- Doch warum nur einmal im Jahr – Weihnachts-CD – Gesang: René Rumpold, Rezitation: Elfriede Ott – Arrangements und Komposition: Frizz Fischer